# Setmurthy

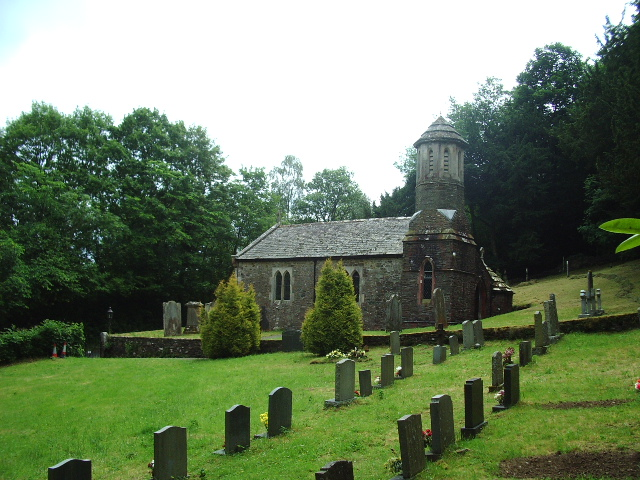
Igreja de St Barnabas, Setmurthy

Setmurthy é uma paróquia civil no distrito de Cumberland, Cumbria, Inglaterra, historicamente parte de Cumberland, dentro do Parque Nacional do Distrito dos Lagos, na Inglaterra. No censo de 2011, tinha uma população de 110 habitantes A grafia "Satmurthawe" é vista em 1473.
O Rio Derwent forma o limite norte e leste da paróquia, separando-a de Blindcrake. O Lago Bassenthwaite forma o limite leste, e a paróquia faz fronteira com Above Derwent ao sudeste, Embleton a oeste e sul, e Cockermouth e Bridekirk a oeste. O principal assentamento é o vilarejo de Dubwath.
A igreja paroquial de St Barnabas, construída em 1794, é classificada como grau II; fica na Diocese de Carlisle e na Comunidade Missionária de Binsey.
Watch Hill, também conhecido como Setmurthy Common, atinge 254 metros e devido ao seu relativo isolamento qualifica-se como um marilyn, uma colina com 150 m de proeminência topográfica. Alfred Wainwright o inclui em seu livro The Outlying Fells of Lakeland, recomendando uma subida pelo oeste e um retorno pela mesma rota. Ele comenta que "É facilmente alcançado com um mínimo de esforço: um passeio na grama tão simples que botas são calçados incongruentes para isso e pés descalços apropriados".

## Governança
Setmurthy está no distrito eleitoral parlamentar de Penrith e Solway, no Reino Unido.
Existe um conselho paroquial conjunto com as paróquias de Embleton e Wythop, conhecido como Conselho Paroquial de Embleton e Distrito.